# Capanne del Palatino
Le capanne del Palatino sono i fondi di tre capanne dell'VIII secolo a.C., scavati nella roccia tufacea del colle Palatino a Roma e rinvenuti nel 1948 dallo studioso di preistoria Salvatore Mari Puglisi  nell'area prospiciente il Tempio della Magna Mater. 
È un importante ritrovamento a testimonianza dei primi insediamenti di Roma, relativo al periodo compreso tra la prima e seconda età del ferro (ovvero al periodo tra il X secolo a.C. e la metà del VII secolo a.C.) . 

## Struttura delle capanne

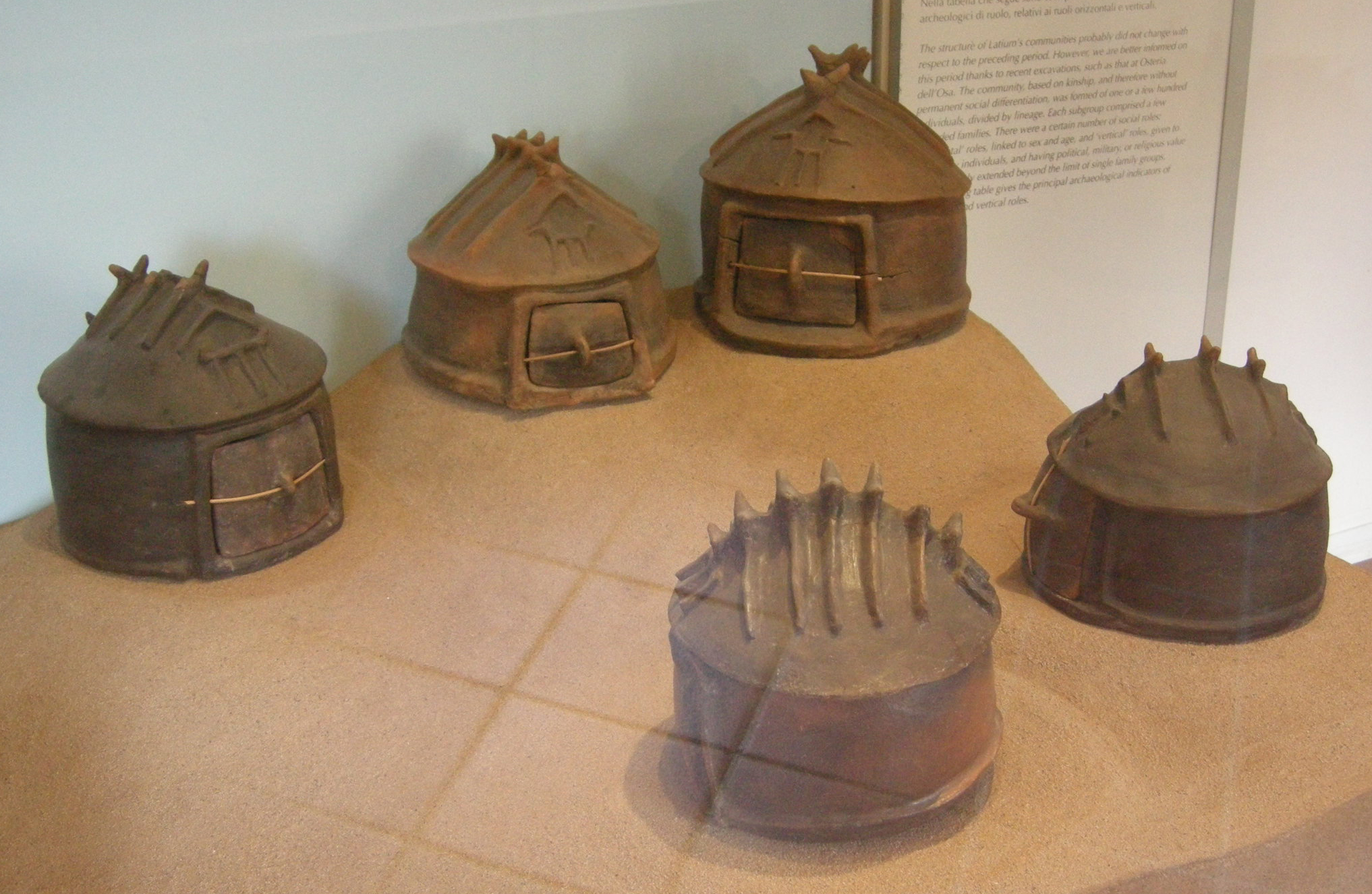
Urne cinerarie capannicole, esposte al Museo delle Terme di Diocleziano - Museo Nazionale Romano

Le capanne venivano realizzate regolarizzando il suolo roccioso, levigando delle piattaforme nel tufo, che veniva reso piano e circondato da un canale per l'eliminazione dell'acqua piovana. Sul fondo venivano quindi scavati i fori destinati a ospitare i pali di legno (di solito sei) che formavano la struttura dell'abitazione: questa infatti è conosciuta dalle urne cinerarie contemporanee che ne ripetono la forma e sono dette, appunto "a capanna", tipiche della civiltà laziale. La pianta era ovale, con uno o due pali al centro per sostenere la copertura. Erano inoltre dotate di incavature lungo il perimetro per far defluire le acque e, talvolta, di un piccolo portichetto davanti all'ingresso costituito da due pali e un tettuccio spiovente, come fanno pensare i fori per i pali davanti alla porta.
Le pareti dovevano essere di fango, paglia e canne, con un tetto intelaiato su travi inclinate sorrette dal palo centrale. Al centro della capanna era situato un focolare, come confermano i resti carboniosi ritrovati, il cui fumo defluiva, secondo lo studio delle urne cinerarie, da una finestrella sul tetto. Altre finestre potevano trovarsi sui lati. Le capanne furono usate almeno fino alla metà del VII secolo a.C., però, fino alla seconda metà del VI secolo a.C., non possediamo altri reperti di abitazioni romane.
Nei pressi, vicino alla Casa di Livia, è stata ritrovata una tomba datata al X secolo a.C. e delle cisterne tagliate nel tufo e coperte a falsa cupola, databili al VI secolo a.C. Alcuni studiosi ritengono che questi resti siano collegati al villaggio del quale facevano parte le capanne rinvenute, la "Roma quadrata".

## Strati successivi

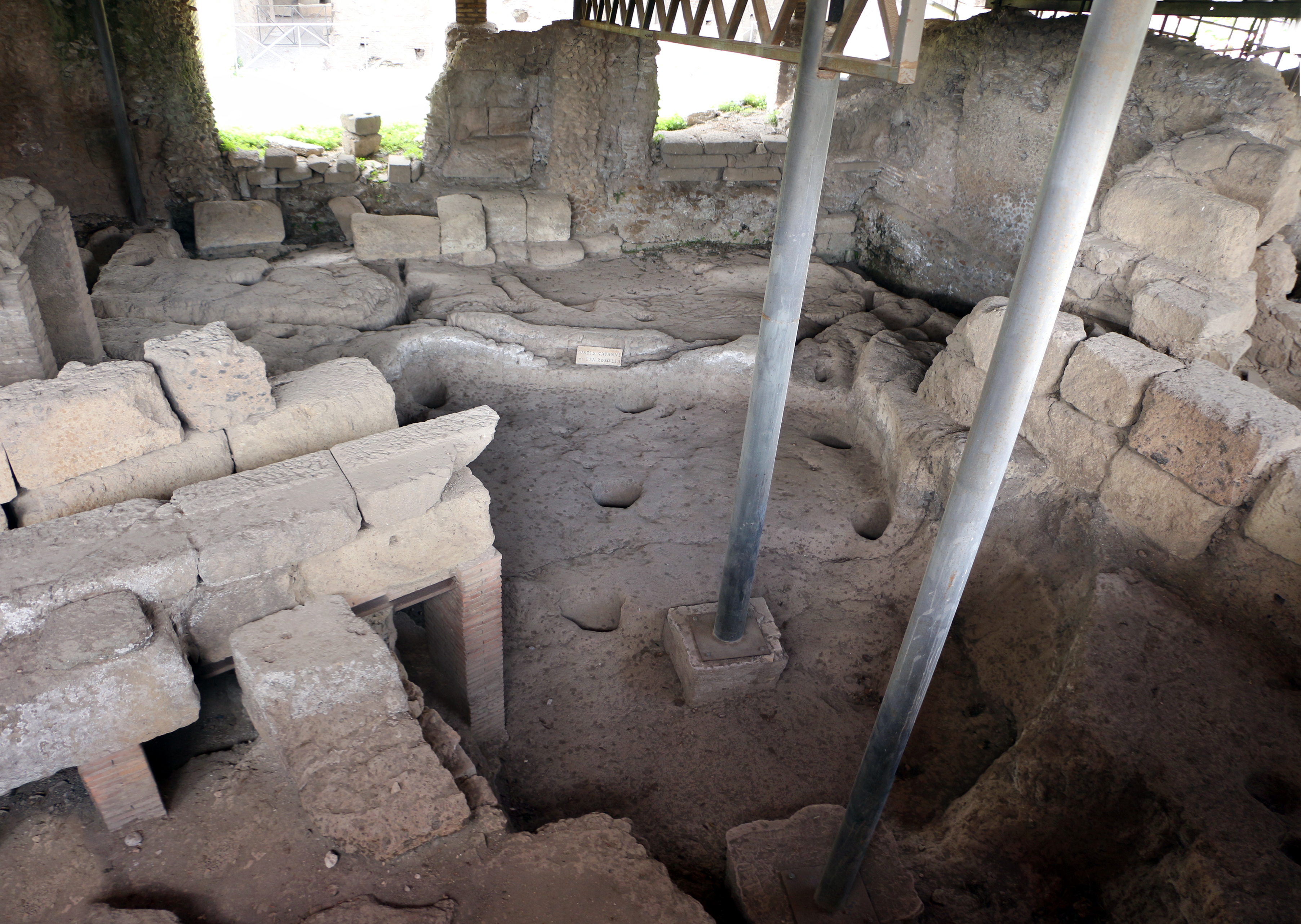
Veduta degli scavi coi fori neolitici di capanne sul Palatino

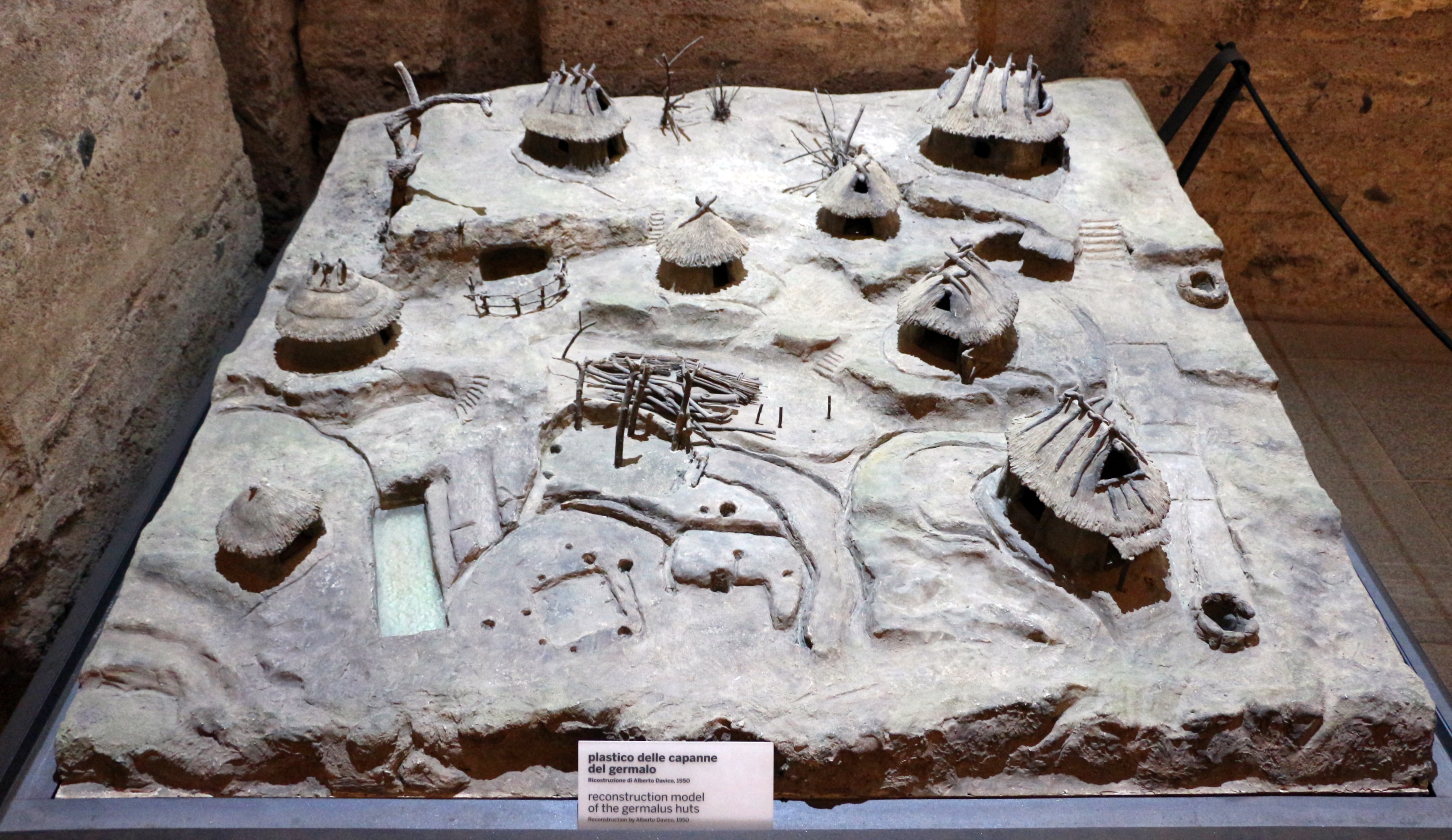
Plastico del villaggo di capanne sul Palatino

Sulle capanne si trovava il santuario della Casa Romuli, rifatto e restaurato più volte, che confermerebbe come le leggende antiche siano state verificate dagli scavi. Plutarco racconta che nei suoi pressi cresceva il sacro corniolo, nato dopo che Romolo aveva lanciato un'asta dall'Aventino per provare la sua prestanza. La punta si era conficcata nel terreno in profondità, proprio in prossimità delle "future" capanne e nessuno di quelli che tentarono di estrarla vi riuscì. La terra era così fertile, dove si era conficcata, che produsse germogli e poi una grande pianta. Questo albero divenne sacro per i Romani e custodito dai suoi successori come se si trattasse di una delle reliquie più sacre, tanto da essere protetto con un muro.
A uno strato successivo si trovano muri in opera quadrata di tufo, che non sono allineati parallelamente, ma piuttosto convergenti verso un ipotetico centro: forse si trattava del teatro costruito da Gaio Cassio Longino nel 154 a.C. tra il Palatino e il Lupercale, fatto subito distruggere dal console Publio Cornelio Scipione Nasica per paura di pericolosi assembramenti del popolo. La scelta del luogo fu probabilmente conseguenza della vicinanza col tempio di Cibele, davanti al quale si svolgevano spettacoli teatrali durante i Ludi Megalenses.
In seguito su questo sito venne costruita la Casa di Augusto. Il vicino muro di terrazzamento che regge le pendici del colle, in opera quadrata di tufo di Fidene e di Grotta Oscura, è databile all'inizio del IV secolo a.C.